# Sabine Schöffmann
Sabine Schöffmann, coniugata Payer (Wolfsberg, 28 luglio 1992), è una snowboarder austriaca.

## Biografia

### Carriera
Sabine Schöffmann ha debuttato in Coppa Europa nel 2007. Ha disputato la sua prima gara di Coppa del Mondo nel gennaio del 2009 a Bad Gastein, giungendo ventiquattresima nello snowboard cross.
Ai mondiali juniores disputatisi a Nagano nel 2009 ha vinto l'oro nello slalom parallelo e il bronzo nello snowboard cross; nella stessa stagione si è laureata campionessa austriaca di slalom parallelo - titolo bissato nel 2010 a Gerlitzen.
Sempre nel 2010, ai mondiali juniores di Otago, in Nuova Zelanda, ha conquistato l'oro nello slalom parallelo. Nel dicembre dello stesso anno nello slalom gigante parallelo di Limone Piemonte è entrata per la prima volta tra le prime otto in una gara di Coppa del Mondo.
Ai mondiali juniores di Valmalenco 2011 ha ottenuto il bronzo nello slalom parallelo, mentre ai Mondiali di Stoneham 2013 ha chiuso la gara della stessa disciplina al dodicesimo posto.
Ha ottenuto la prima vittoria in Coppa del Mondo nella stagione 2014-2015, vincendo lo slalom parallelo di Montafon; nella stessa stagione ha preso parte ai Mondiali di Kreischberg, giungendo quattordicesima nello slalom parallelo e dodicesima nel gigante parallelo.
Ai Mondiali di Sierra Nevada 2017 è giunta decima nello slalom parallelo e dodicesima nel gigante parallelo.
Convocata per i Giochi olimpici di PyeongChang 2018, Sabine Schöffmann ha dovuto cedere il posto a Daniela Ulbing a causa di un infortunio alla gamba sinistra rimediato il 28 gennaio 2018 nel gigante parallelo di Bansko.
Ai Mondiali di Bakuriani 2023 ha vinto le sue prime medaglie iridate, d'argento nello slalom parallelo a squadre e di bronzo nello slalom parallelo. Nell'edizione successiva di Engadina 2025 ha ottenuto il bronzo nello slalom parallelo a squadre.

### Vita privata
Sabine Schöffmann vive a St. Georgen am Längsee, vicino a St. Veit an der Glan. Nel 2024 ha assunto il cognome del marito, lo snowboarder Alexander Payer.

## Palmarès

### Mondiali
- 3 medaglie:
  - 1 argento (slalom parallelo a squadre a Bakuriani 2023)
  - 2 bronzi (slalom parallelo a Bakuriani 2023, slalom parallelo a squadre a Engadina 2025)

### Mondiali juniores
- 4 medaglie:
  - 2 ori (slalom gigante parallelo a Nagano 2009, slalom parallelo a Snow Park 2010)
  - 2 bronzi (slalom parallelo a Nagano 2009; slalom parallelo a Valmalenco 2011)

### Coppa del Mondo
- Miglior piazzamento nella Coppa del Mondo di parallelo: 3ª nel 2019, nel 2023, nel 2024 e nel 2025
- 32 podi:
  - 10 vittorie
  - 12 secondi posti
  - 10 terzi posti

#### Coppa del Mondo - vittorie
| Data             | Luogo             | Paese    | Disciplina |
| ---------------- | ----------------- | -------- | ---------- |
| 18 dicembre 2014 | Montafon          | Austria  | PSL        |
| 18 marzo 2017    | Winterberg        | Germania | PSL        |
| 16 dicembre 2017 | Cortina d'Ampezzo | Italia   | PSL        |
| 8 gennaio 2021   | Scuol             | Svizzera | PGS        |
| 11 dicembre 2022 | Winterberg        | Germania | PSL        |
| 15 marzo 2023    | Rogla             | Slovenia | PGS        |
| 27 gennaio 2024  | Simonhöhe         | Austria  | PGS        |
| 1º dicembre 2024 | Mylin             | Cina     | PSL        |
| 14 dicembre 2024 | Cortina d'Ampezzo | Italia   | PGS        |
| 15 marzo 2025    | Winterberg        | Germania | PSL        |

Legenda:

PSL = Slalom parallelo

PGS = Slalom gigante parallelo